# Eider (rivier)

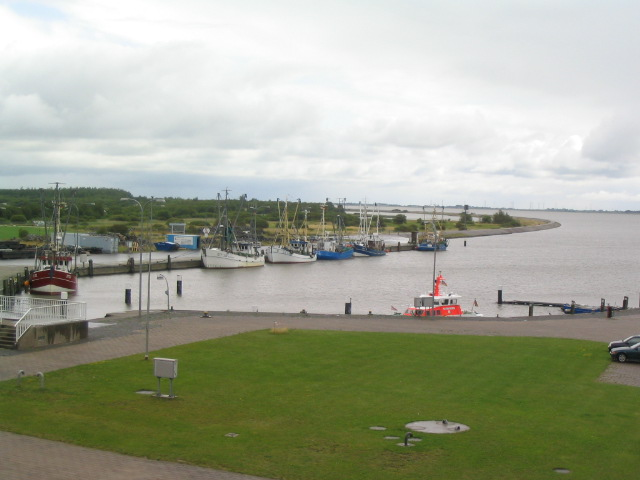
Haven bij het Eidersperrwerk

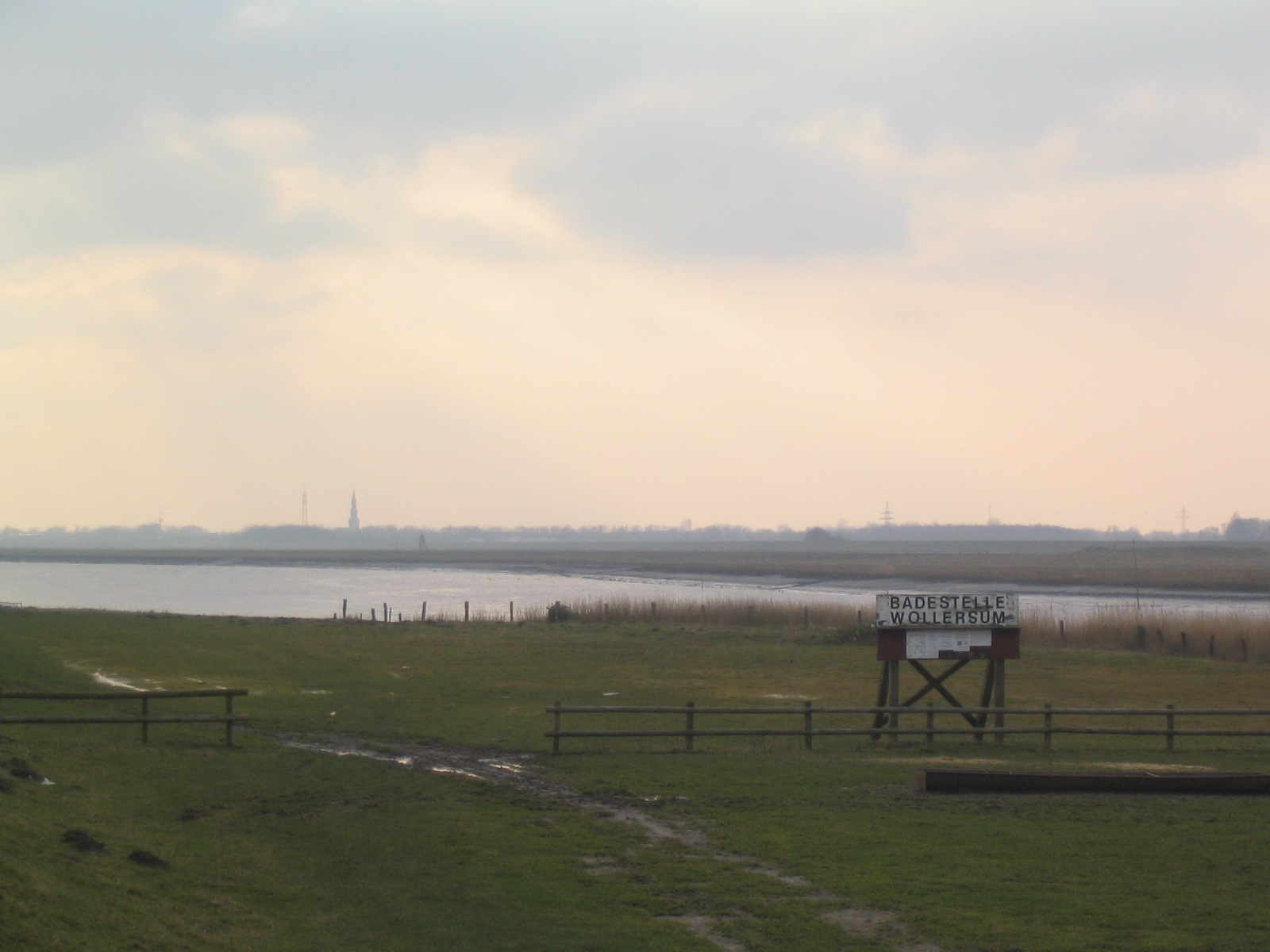
De Eider nabij Wollersum

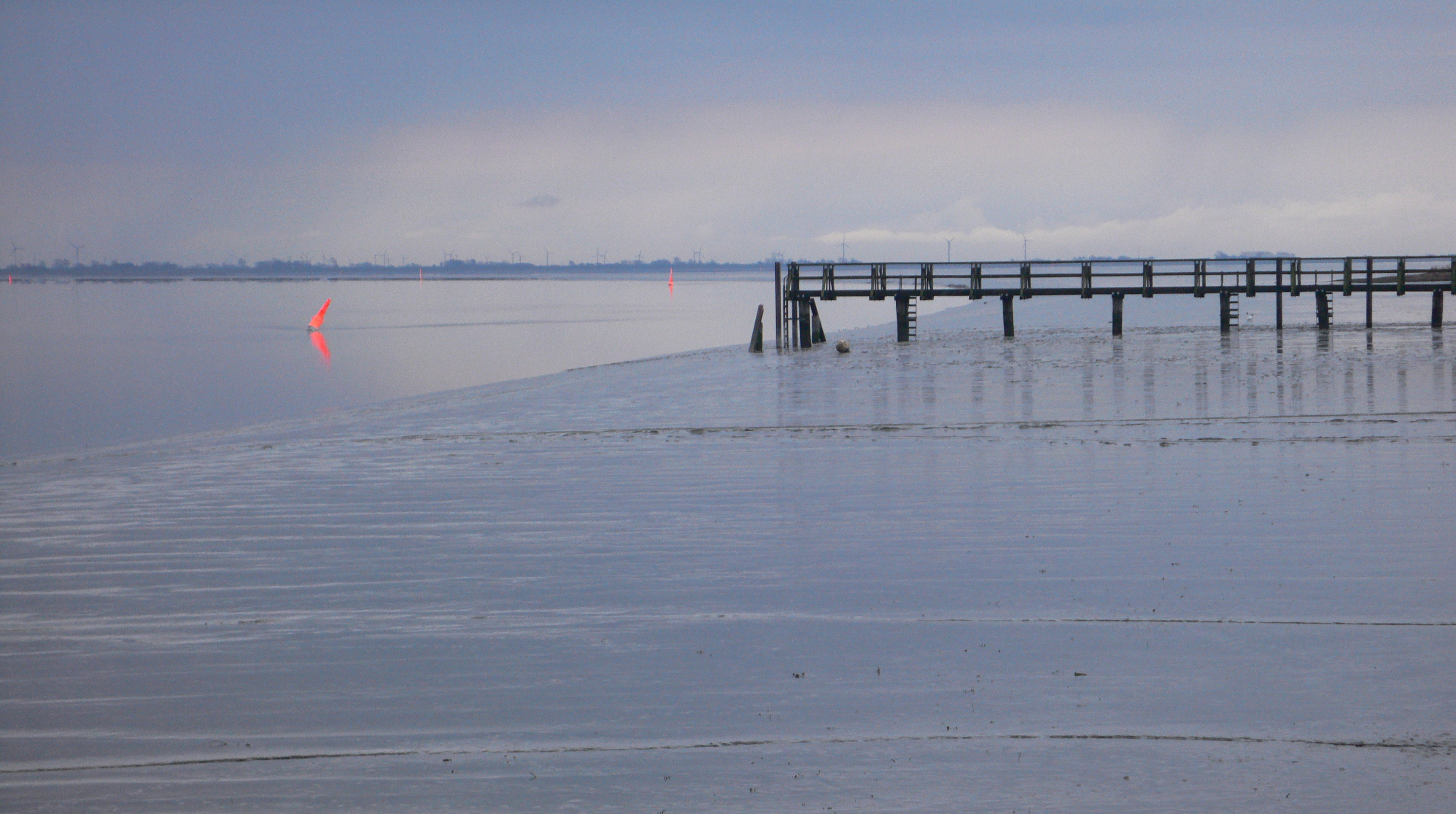
De Eider met laagwater

De Eider (Duits: Eider; Deens: Ejderen; Latijn: Egdor of Egdore) is met 188 km de langste rivier van de Duitse deelstaat Sleeswijk-Holstein.

## Loop
De rivier ontspringt ten zuiden van Kiel nabij de Oostzee, maar vloeit naar het westen, om in de Waddenzee uit te monden. Tussen de Flemhuder See en Rendsburg is de rivier gebruikt als onderdeel van het Noord-Oostzeekanaal. In Rendsburg ontspringt de Eider als het ware opnieuw, en volgt nu een sterk meanderend traject richting het westen en noorden. Vanaf de sluis bij Nordfeld is de Eider een getijdenrivier. Even voor Tönning verbreedt de rivier tot een estuarium, dat als enige in de Waddenzee is afgesloten met een stormvloedkering.

## Estuarium
Het huidige estuarium wordt ook wel Purrenstrom, garnalenrivier, genoemd. Het 2 km brede en 9 km lange watergebied ligt op de plaats waar in de middeleeuwen een zeearm het eiland Eiderstedt scheidde van het vasteland. Door landaanwinning nam Eiderstedt toe in omvang. Uiteindelijk werd het eiland met de vaste wal verbonden. De zeearm veranderde hiermee in een estuarium.
Het Eiderestuarium was een ongetemd waddengebied met een flink getij. De hoofdgeul verplaatste zich snel, regelmatig waren er overstromingen in de polders langs de Eider. Toen in 1936 de sluis bij Nordfeld gereed kwam, begon het estuarium sterk te verzanden. Om deze redenen is 5 kilometer ten westen van Tönning een stormvloedkering gebouwd, het Eidersperrwerk, dat in 1972 gereedkwam. Net als bij de Oosterscheldekering wordt de kering alleen bij extreem hoge waterstanden gesloten. Omdat de dam relatief weinig schuiven heeft, wordt het getij enigszins gedempt.
Tegelijk met de bouw van het Eidersperrwerk werd aan de noordzijde van het estuarium het Katinger Wad ingedijkt. Dit is grotendeels natuurgebied met bos met moerassen. Als broedgebied voor de talloze vogels in het gebied heeft het een belangrijke ecologische functie.
Het grootste deel van het estuarium valt onder het natuurgebied Dithmarscher Eiderwad.

## De Eider als grensrivier
Wegens het ontbreken van geschreven bronnen is over de vroege geschiedenis van het gebied rond de rivier heel weinig bekend. Pas vanaf de vroege middeleeuwen is ons enige informatie overgeleverd. Duidelijk is dat de Juten, Angelen en Saksen allen afkomstig zijn uit het huidige Sleeswijk-Holstein en omstreken. Tijdens de Grote Volksverhuizing migreerden velen van hen naar het westen en zuiden van Engeland, waar zij een aantal koninkrijken stichtten.
Het thuisland der Juten was gelegen in het huidige Denemarken, ten noorden van de Eider, en reikte vermoedelijk tot tegen Sleeswijk.

Sleeswijk en Holstein waren vermoedelijk de thuisbasis van de Angelen, die hun naam verleenden aan het huidige Engeland. De Saksen waren buren van de Angelen en het is aannemelijk dat de drie volkeren met elkaar verwant waren.
In de vroege middeleeuwen vormde de Eider de grens tussen de Saksen en de Denen (zoals vermeld door Adam van Bremen in 1076). Gedurende eeuwen vormde ze de grens tussen Denemarken en het Heilige Roomse Rijk.
De rivier is de grens tussen Sleeswijk en Holstein, respectievelijk de noordelijke en zuidelijke delen van de Duitse deelstaat Sleeswijk-Holstein.

## Etymologie
Oudste vermelding van de rivier is van 808, Egidoram fluvium, 9e eeuw Aegidora, 11e eeuw Egdoram fluvium, 12e eeuw Fluvius Eidorus, ad Eydoram, 1231 (Deense bron) Eidaer, 1340 de Eider, 1412 op de Eydere. De oudste vormen zijn latiniseringen en worden gereconstrueerd tot Oudsaksisch *Egidor ‘Fluttor, Meerestor’, opgebouwd uit os. *êgi ‘Flut, See’ en os. dor ‘Tor’. Hetzelfde 'dor' zit in Dorestad gelegen aan de toegang van de Kromme Rijn. Zelfs een relatie met Egmond laat zich dan vermoeden. Evenals met Durgerdam met oudste attestatie Ydoringerdam.